# John J. Blaine
John James Blaine, född 4 maj 1875 i Grant County, Wisconsin, död 16 april 1934 i Boscobel, Wisconsin, var en amerikansk republikansk politiker. Han var den 24:e guvernören i delstaten Wisconsin 1921-1927. Han representerade Wisconsin i USA:s senat 1927-1933.
Blaine avlade 1896 juristexamen vid Valparaiso University i Indiana. Han arbetade sedan som advokat i Wisconsin. Han var borgmästare i Boscobel 1901-1904 och 1906-1907.
Blaine var ledamot av delstatens senat 1909-1913 och delstatens justitieminister (Wisconsin Attorney General) 1919-1921. Han valdes 1920 till guvernör som republikanernas kandidat och omvaldes två gånger. Han besegrade sittande senatorn Irvine Lenroot i republikanernas primärval inför 1926 års senatsval och vann sedan själva senatsvalet.
Trots att Blaine inte officiellt bytte parti stödde han den progressiva kandidaten Robert M. La Follette i presidentvalet i USA 1924, demokraten Al Smith i presidentvalet i USA 1928 och demokraten Franklin D. Roosevelt i presidentvalet i USA 1932.
Blaine profilerade sig som motståndare till alkoholförbud och Nationernas förbund. Förbudstidens slut 1933 var något som Blaine länge hade arbetat för i senaten. I det republikanska primärvalet 1932 bsegrades han av John B. Chapple som i november detta år besegrades av Demokraten F. Ryan Duffy i senatsvalet.
Blaine är begravd på Boscobel Cemetery i Boscobel.